# Cyllene (vệ tinh)
Cyllene (/sɪˈliːni/ si-LEE-nee; tiếng Hy Lạp: Κυλλήνη), còn được biết đến là Jupiter XLVIII, là một vệ tinh tự nhiên dị hình chuyển động nghịch hành của Sao Mộc. Nó được khám phá ra vào năm 2001 bởi một nhóm các nhà thiên văn học từ Đại học Hawaii dẫn đầu bởi Scott S. Sheppard, và nhận được ký hiệu tạm thời là S/2003 J 13.
Cyllene có đường kính khoảng 2 km, và quay quanh Sao Mộc với một khoảng cách trung bình 23.396 Mm trong 731,099 ngày, ở một độ nghiêng quỹ đạo là 140° tới hoàng đạo (140° tới xích đạo của Sao Mộc), theo một hướng nghịch hành và với một độ lệch tâm quỹ đạo vào mức 0,4116.
Nó được đặt tên vào tháng 3 năm 2005 theo Cyllene, một naiad có liên hệ với Núi Kyllini, Hy Lạp. Cô là một người con gái của thần Zeus (tượng trưng cho Sao Mộc).
Nó thuộc về nhóm Pasiphae, gồm các vệ tinh di hình chuyển động nghịch hành quanh sao Mộc ở một khoảng cách từ 22.8 đến 24.1 Gm, và ở độ nghiêng quỹ đạo vào khoảng từ 144.5° đến 158.3°.